# Liste kroatischer Schachspieler
Die Liste kroatischer Schachspieler enthält Schachspieler, die für den kroatischen Schachverband spielberechtigt sind oder waren und mindestens eine der folgenden Bedingungen erfüllen:
- Träger einer der folgenden FIDE-Titel: Großmeister, Ehren-Großmeister, Internationaler Meister, Großmeisterin der Frauen, Ehren-Großmeisterin der Frauen, Internationale Meisterin der Frauen;
- Träger einer der folgenden ICCF-Titel: Großmeister, Verdienter Internationaler Meister, Internationaler Meister, Großmeisterin der Frauen, Internationale Meisterin der Frauen;
- Gewinn einer nationalen Einzelmeisterschaft.

## A
- Goran Antunac (* 1945), Internationaler Meister
- Ivica Armanda (* 1973), Internationale Meisterin

## B
- Dražen Bajt, Internationaler Fernschachmeister
- Franja Begovac (* 1957), Internationaler Meister
- Tanja Belamarić (* 1946), Internationale Meisterin der Frauen
- Ana Berke (* 1988), Internationale Meisterin der Frauen
- Mario Bertok (1929–2008), Internationaler Meister
- Franjo Bilobrk (* 1960), Internationaler Meister
- Ozren Biti (* 1980), Internationaler Meister
- Muhamed Borić (* 1960), Internationaler Meister[1]
- Marin Bosiočić (* 1988), Großmeister
- Ante Brkić (* 1988), Großmeister
- Dinko Brumen (* 1971), Internationaler Meister
- Vladimir Bukal (1939–2008), Internationaler Meister
- Vladimir Bukal (* 1975), Internationaler Meister

## C
- Mišo Cebalo (1945–2022), Großmeister
- Ena Cvitan (* 2001), Internationale Meisterin der Frauen
- Ognjen Cvitan (* 1961), Großmeister
- Dražen Čvorović (* 1961), Internationaler Meister

## D
- Mato Damjanović (1927–2011), Großmeister
- Goran Dizdar (* 1958), Großmeister
- Goran Djurović (* 1986), Internationaler Meister
- Dario Dončević (* 1958), Internationaler Meister[2]
- Darko Dorić (* 1984), Internationaler Meister
- Nenad Dorić (* 1970), Internationaler Meister, Internationaler Fernschachmeister

## F
- Darko Feletar (* 1967), Internationaler Meister, Internationaler Fernschachmeister
- Nenad Ferčec (* 1961), Großmeister
- Borka Frančišković (* 1988), Internationale Meisterin der Frauen
- Milan Franić (* 1964), Internationaler Meister

## G
- Ivan Galić (* 1988), Internationaler Meister[3]
- Walentina Golubenko (* 1990), Großmeisterin der Frauen[4]
- Boris Golubović (* 1973), Internationaler Meister

## H
- Vladimir Hrešć (* 1951), Internationaler Meister
- Krunoslav Hulak (1951–2015), Großmeister

## I
- Ivan Iveć, Internationaler Fernschachmeister

## J
- Alojzije Janković (* 1983), Großmeister
- Mara Jelica (* 1974), Internationale Meisterin der Frauen[5]
- Ognjen Jovanić (* 1978), Großmeister
- Zoran Jovanović (* 1979), Großmeister
- Branimir Jukić (* 1971), Internationaler Meister
- Mirko Jukić (* 1962), Internationaler Meister
- Zvonko Juras (1948–2021), Internationaler Fernschachmeister
- Hrvoje Jurković (* 1973), Internationaler Meister
- Zdenko Jušić (* 1972), Internationaler Meister

## K
- Ibrahim Kapić (1933–2009), Internationaler Fernschachmeister
- Pavao Keglević (* 1940), Fernschachgroßmeister
- Pero Klaić (* 1934), Internationaler Fernschachmeister
- Zlatko Klarić (* 1956), Großmeister
- Davorin Komljenović (* 1944), Großmeister
- Vlatko Kovačević (* 1942), Großmeister
- Zdenko Kožul (* 1966), Großmeister[6]
- Zvonko Krečak (* 1942), Verdienter Internationaler Fernschachmeister
- Davor Krivić (* 1943), Fernschachgroßmeister
- Uroš Krstić (* 1977), Internationaler Meister
- Davorin Kuljašević (* 1986), Großmeister
- Bojan Kurajica (* 1947), Großmeister[7]
- Branko Kutuzović (* 1966), Internationaler Meister

## L
- Bogdan Lalić (* 1964), Großmeister[8]
- Patrick Levačić (* 1971), Internationaler Meister
- Ivan Leventić (* 1970), Großmeister
- Leon Livaić (* 2000), Internationaler Meister
- Ante Ljubičić, Verdienter Internationaler Fernschachmeister
- Leonardo Ljubičić (* 1966), Fernschachgroßmeister
- Siniša Loinjak, Verdienter Internationaler Fernschachmeister
- Robert Lončar (* 1964), Internationaler Meister
- Franjo Lovaković (1952–2019), Internationaler Fernschachmeister
- Tina Lukenda (* 1980), Internationale Meisterin der Frauen

## M
- Vlasta Maček (* 1952), Internationale Meisterin der Frauen
- Zoran Majerić (* 1952), Internationaler Meister
- Srdjan Marangunić (* 1943), Internationaler Meister
- Gordan Markotić (* 1959), Internationaler Meister
- Dražen Marović (* 1938), Großmeister
- Zlatko Martić (* 1958), Internationaler Meister
- Saša Martinović (* 1991), Großmeister
- Rikard Medanćić (* 1950), Internationaler Meister
- Mirjana Medić (* 1964), Großmeisterin der Frauen
- Iván Morovic (* 1963), Großmeister[9]
- Milan Mrdja (* 1954), Internationaler Meister
- Nenad Mrkonjić (* 1966), Internationaler Meister
- Goran Mufić (* 1955), Internationaler Meister
- Josko Mukić (* 1962), Internationaler Meister[10]
- Dražen Muše (* 1971), Internationaler Meister[11]
- Mladen Muše (* 1963), Großmeister[12]

## N
- Juraj Nikolac (* 1932), Großmeister
- Dragan Novaković (* 1950), Internationaler Meister[13]

## P
- Mladen Palac (* 1971), Großmeister
- Jole Petrov (* 1976), Internationaler Meister
- Eduard Piacun (* 1950), Internationaler Fernschachmeister
- Nenad Pičuljan, Verdienter Internationaler Fernschachmeister
- Jadranko Plenča (* 1999), Internationaler Meister
- Julijan Plenča (* 1989), Internationaler Meister
- Zdenko Plenković (* 1984), Internationaler Meister
- Miroslav Pucovski (1959–2024), Internationaler Meister[14]
- Zorica Puljek-Zalai (* 1965), Internationale Meisterin der Frauen

## R
- Miroslav Rade (* 1958), Internationaler Meister
- Saša Režan (* 1978), Internationaler Meister
- Davor Rogić (* 1971), Großmeister
- Branko Rogulj (* 1951), Internationaler Meister
- Josip Rukavina (* 1942), Internationaler Meister

## S
- Srdjan Šale (* 1963), Internationaler Meister
- Rajna Šargač (* 1974), Internationale Meisterin der Frauen
- Ante Šarić (* 1984), Großmeister
- Ivan Šarić (* 1990), Großmeister
- Kristina Šarić (* 1986), Internationale Meisterin der Frauen
- Dražen Sermek (* 1969), Großmeister[15]
- Rudolf Serić (* 1982), Internationaler Meister
- Ervin Sindik (* 1953), Internationaler Meister
- Jurica Srbiš (* 1995), Internationaler Meister
- Hrvoje Stević (* 1980), Großmeister
- Lara Stock (* 1992), Großmeisterin der Frauen
- Nenad Šulava (1962–2019), Großmeister[16]

## T
- Sven Tica (* 1999), Internationaler Meister
- Zlatko Topalović (* 1965), Internationaler Meister

## V
- Branko Vujaković (* 1949), Internationaler Meister
- Vladimir Vukoje (* 1971), Internationaler Meister

## Z
- Ivan Žaja (* 1965), Großmeister
- Maja Zelčić (* 1967), Fernschachgroßmeister der Frauen
- Robert Zelčić (* 1965), Großmeister
- Zdravko Zelić (* 1959), Internationaler Meister[17]
- Vjekoslav Živković (* 1972), Internationaler Meister